# Deutsches Zentrum für Luft- und Raumfahrt

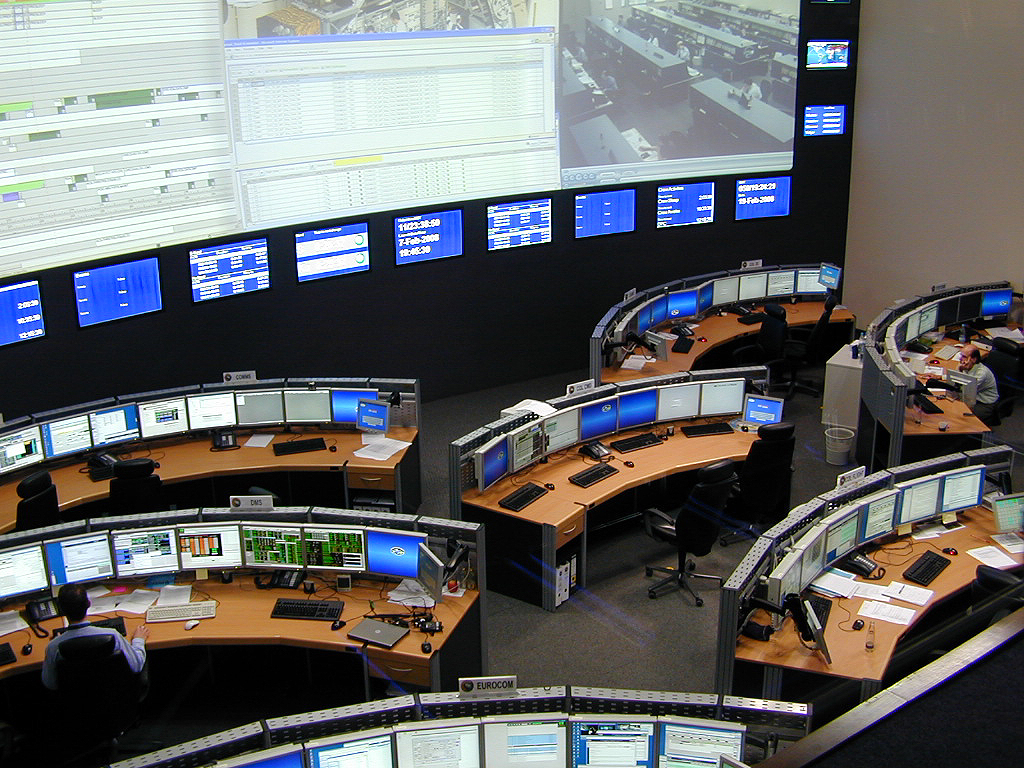
Deutsches Raumfahrt-Kontrollzentrum (GSOC) in Oberpfaffenhofen bei München

Das Deutsche Zentrum für Luft- und Raumfahrt e. V. (DLR) ist das Forschungszentrum der Bundesrepublik Deutschland für Luft- und Raumfahrt sowie Energie, Verkehr, Digitalisierung und Sicherheit im Bereich der angewandten Wissenschaften und der Grundlagenforschung außerdem Weltraumagentur. Es hat seinen Hauptsitz in Köln und ist an weiteren 30 Standorten in Deutschland und 4 Geschäftsstellen im Ausland vertreten. Bei seinen Forschungs- und Entwicklungsarbeiten kooperiert das DLR weltweit mit anderen Forschungseinrichtungen und der Industrie, insbesondere sehr eng mit der ESA.

## Geschichte
Die älteste Vorgängerorganisation, die Modellversuchsanstalt für Aerodynamik der Motorluftschiff-Studiengesellschaft, wurde 1907 von Ludwig Prandtl in Göttingen gegründet. Aus dieser Modellversuchsanstalt wurde später die Aerodynamische Versuchsanstalt (AVA). Die direkte Vorgängerorganisation war das Flugfunkforschungsinstitut Oberpfaffenhofen (FFO), gegründet 1937 und geleitet von Max Dieckmann. Erforscht wurden Techniken und Verfahren für Ortung, Kommunikation und Navigation mit elektromagnetischen Wellen. Schon ein Jahr nach der Gründung forschten 115 Mitarbeiter, darunter 17 leitende Ingenieure. Bis Kriegsende erhöhte sich der Bestand auf 2000 Mitarbeiter. Bei Kriegsende erbeutete die US-Army alle Geräte und Unterlagen und schaffte sie nach Dayton/Ohio.
Das DLR entstand 1969 unter dem Namen Deutsche Forschungs- und Versuchsanstalt für Luft- und Raumfahrt (DFVLR) durch den Zusammenschluss mehrerer Einrichtungen. Neben der Aerodynamischen Versuchsanstalt waren das die Deutsche Versuchsanstalt für Luftfahrt (DVL) und die Deutsche Forschungsanstalt für Luftfahrt (DFL) sowie 1972 die Gesellschaft für Weltraumforschung (GfW). Die Versuchsanstalt verfügte zudem über ein Institut für Flugmedizin in Bonn-Bad Godesberg.
1989 wurde die DFVLR in Deutsche Forschungsanstalt für Luft- und Raumfahrt (die DLR) umbenannt. Seit der Fusion mit der Deutschen Agentur für Raumfahrtangelegenheiten (DARA) zum 1. Oktober 1997 wird der heutige Name (das DLR) geführt.
2019 arbeiten am DLR Göttingen über 480 Fachleute an Flugzeugen, Raumschiffen und Hochgeschwindigkeitszügen. Es stehen dort mehr als 20 Windkanäle und Großforschungsanlagen für experimentelle Untersuchungen zur Verfügung.

## Struktur
Das DLR ist ein eingetragener Verein. Der Vorstand besteht aus vier hauptamtlichen Mitgliedern. Unterstützt werden diese von drei Bereichsvorständen für die Forschungsschwerpunkte Luftfahrt, Raumfahrt sowie Energie und Verkehr. Vorstandsvorsitzende ist Anke Kaysser-Pyzalla. Das DLR war 2015 die erste deutsche Großforschungseinrichtung, an deren Spitze eine Frau steht. Auf der Sitzung des DLR-Senats am 18. März 2020 wurde Anke Kaysser-Pyzalla einstimmig zur neuen Vorstandsvorsitzenden des DLR gewählt, die ihr Amt am 1. Oktober 2020 von Pascale Ehrenfreund übernommen hat und inzwischen für eine weitere Amtsperiode bestätigt wurde.
Das DLR ist dezentral organisiert und beschäftigt etwa 10.000 Mitarbeiter (Stand Februar 2021) und besitzt an insgesamt 30 Standorten in Deutschland 55 verschiedene Institute und zahlreiche weitere Test- und Betriebseinrichtungen. Jeder Standort besitzt seinen spezifischen Schwerpunkt. Am Hauptstandort Köln (Sitz des Vorstandes) sind etwa 1500 Mitarbeiter beschäftigt. Der größte Standort mit rund 1800 Mitarbeitern ist Oberpfaffenhofen. Das DLR verfügt auch über ein Büro in Berlin, das im WissenschaftsForum Berlin seinen Sitz hat. Zudem betreibt das DLR Verbindungsbüros in Brüssel, Paris, Tokio und Washington, D.C. Neben seinen deutschen Standorten hat das DLR seit mehr als 30 Jahren eine Niederlassung in Almería im Südosten Spaniens. Das DLR gibt das Online-Portal DLR.de sowie quartalsweise das DLRmagazin in deutscher und englischer Sprache als Printausgabe sowie als PDF zum Download heraus.
Der Etat des DLR für die eigenen Forschungs- und Entwicklungsarbeiten sowie für Betriebsaufgaben betrug im Geschäftsjahr 2018 etwa 1,035 Mrd. Euro. Davon waren rund 49 Prozent im Wettbewerb eingeworbene Drittmittel. Zudem verwaltet das DLR als Projektträger ein Budget von über drei Mrd. Euro für Raumfahrt, Luftfahrt- und Weltraumforschung sowie Forschungsprojekte zu anderen Themen. Geringere Mittel flossen von der australischen Defence Science and Technology Organisation für die Dual-Use-Forschung an einem Hyperschall-Fluggerät.
Das DLR ist Vollmitglied des Consultative Committee for Space Data Systems (CCSDS) sowie Mitglied der Helmholtz-Gemeinschaft Deutscher Forschungszentren und der European Cooperation for Space Standardization (ECSS).

### Nachwuchsförderung
Zur Nachwuchsförderung wurden seit den frühen 2000er-Jahren 16 „DLR School Labs“ an der Universität Augsburg, BTU Cottbus-Senftenberg, TU Darmstadt, TU Dresden, TU Dortmund, TU Hamburg, RWTH Aachen und in Berlin-Adlershof, Göttingen, Jena, Lampoldshausen/Stuttgart, Köln-Lind, Oberpfaffenhofen/München, Braunschweig, Bremen und Neustrelitz eingerichtet. In den DLR-Schülerlaboren werden Schüler anhand interessanter Experimente mit den praktischen Aspekten der Natur- und Ingenieurwissenschaften vertraut gemacht. Weitere Initiativen waren bzw. sind das „Helmholtz-Graduiertenkolleg“ am DLR (2009–2015) oder das gemeinsame Projekt REXUS/BEXUS zur Förderung des wissenschaftlich-technischen Nachwuchses mit der Swedish National Space Agency (SNSA) und der Europäischen Raumfahrtagentur (ESA). Zudem hat das DLR mit dem Deutschen Akademischen Austauschdienst (DAAD) im Januar 2009 das gemeinsame Stipendienprogramm „DLR-DAAD-Research Fellowships“ für ausländische Jungwissenschaftler gestartet. Im Jahr 2012 wurde STERN (Studentische Experimental-Raketen) als Nachwuchsprogramm gestartet.

## Forschungs- und Entwicklungstätigkeit

### Forschungsbereiche und Kooperationspartner des DLR

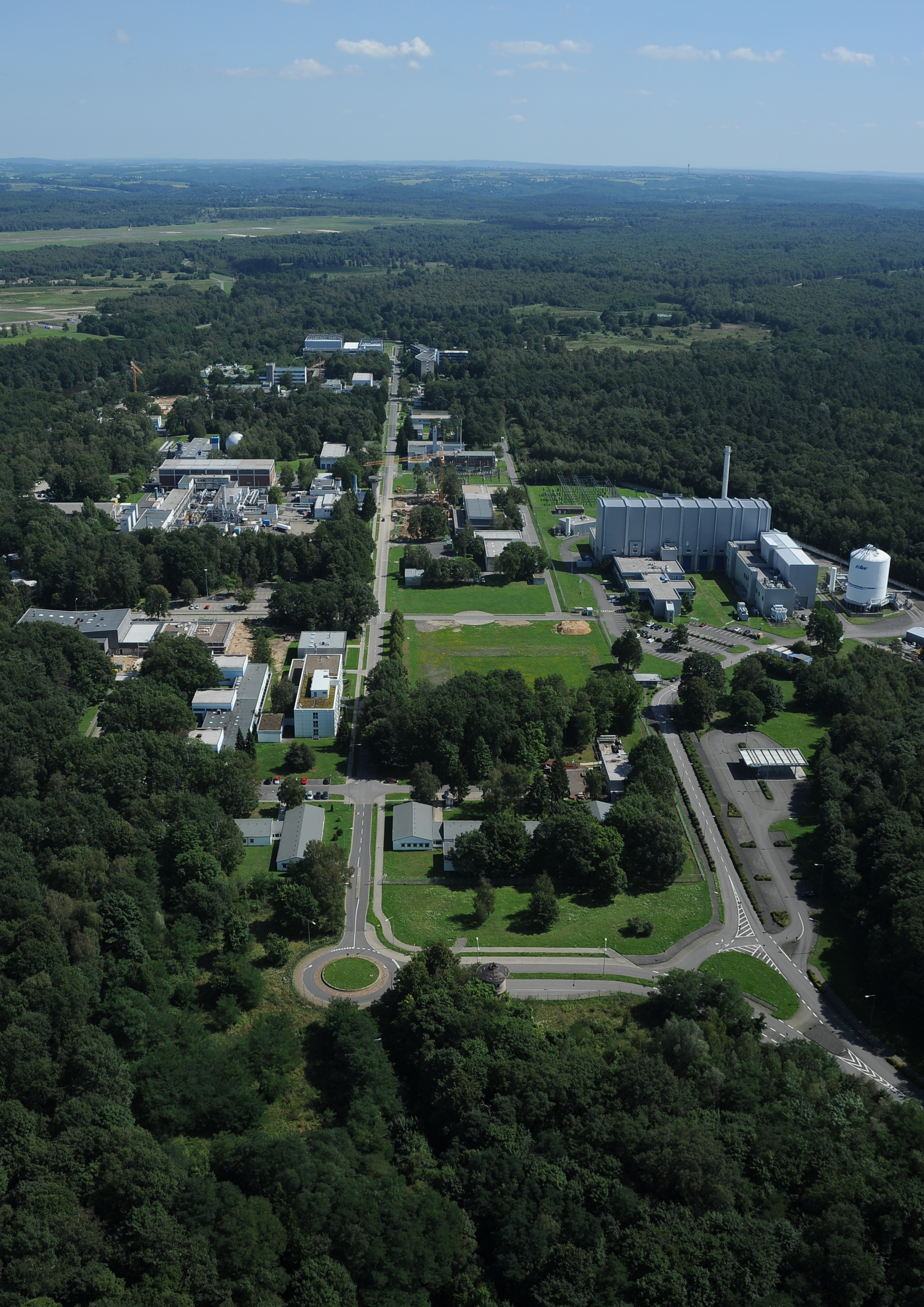
DLR-Hauptsitz in Köln-Lind, Luftbild

Zu den Aufgaben des DLR zählt im Wesentlichen die Erforschung von Erde und Sonnensystem sowie die Entwicklung nachhaltiger und umweltverträglicher Technologien. Diesbezüglich forscht das DLR in folgenden Bereichen: Luftfahrt, Raumfahrt, Verkehr, Energie, Sicherheit und Digitalisierung. Die Tätigkeiten reichen dabei von der Grundlagenforschung bis zur angewandten Forschung.
Das DLR betreibt Großforschungsanlagen wie das weltweit einmalige Katapult für die Erforschung von Hochgeschwindigkeitszügen und arbeitet neben eigener Forschungsaktivität mit in- und ausländischen Partnern aus Politik, Wirtschaft, Industrie und Wissenschaft zusammen. Beispielsweise unterhält das DLR gemeinsam mit der französischen Luft- und Raumfahrteinrichtung ONERA Europas größte mobile Standschwingungsanlage. In Deutschland ist das DLR von der deutschen Bundesregierung für die Planung und Umsetzung der deutschen Raumfahrtaktivitäten beauftragt und ist als DLR Projektträger für die Umsetzung von Förderprojekten verschiedener Ministerien der Bundesrepublik Deutschland (u. a. des BMBF, BMWK, BMDV, BMVg) zuständig. International arbeitet das DLR eng mit der NASA und der ESA, sowie mit militärischen Einrichtungen, etwa dem Air Force Research Laboratory der US-Luftwaffe zusammen. Nach dem russischen Überfall auf die Ukraine wurden im März 2022 alle Projekte mit russischer Beteiligung gestoppt.

### Geschäftsfelder

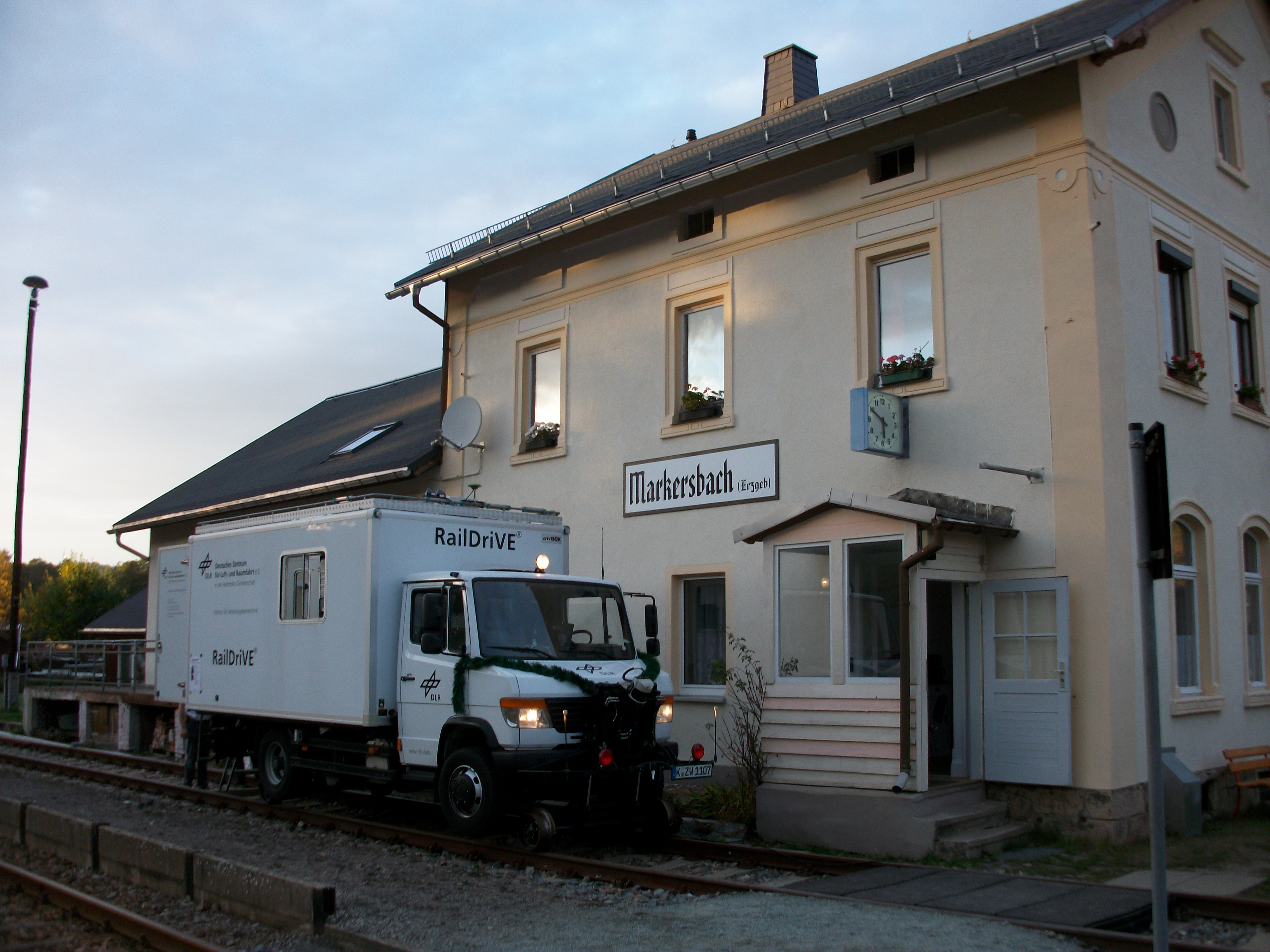
DLR RailDriVe im Bahnhof Markersbach (Erzgeb)

#### Raumfahrt
Die deutschen Aktivitäten in der Weltraumforschung durch das DLR reichen von Experimenten in Schwerelosigkeit über die Erforschung anderer Planeten bis zur Umweltbeobachtung aus dem All. Außerdem nimmt das DLR als Raumfahrtagentur der Bundesrepublik Deutschland hoheitliche Aufgaben für die Planung und Umsetzung der deutschen Raumfahrtaktivitäten wahr. Der DLR Projektträger ist in weiten Bereichen ebenfalls mit hoheitlichen Aufgaben bei der Betreuung der Fördermittel beliehen.
Das DLR bzw. die Bundesrepublik Deutschland verfügt über keinen eigenen Weltraumbahnhof für den Verkehr über die Kármán-Linie (100 km) hinaus bis in den Weltraum, Raumfahrtmissionen starten deshalb meist auf dem CSG-Raumhafen in Französisch-Guayana, oft in Kooperation mit der ESA.
Neben den bestehenden Projekten Mars Express, Galileo (Satellitennavigation) und Shuttle Radar Topography Mission wurde am 26. Januar 2007 das Institut für Raumfahrtsysteme in Bremen gegründet. Zukünftig soll dort mit etwa 80 Wissenschaftlern und Ingenieuren unter anderem an Konzepten für Raumfahrtmissionen und der Entwicklung von Satelliten und neuen Antrieben geforscht werden.

#### Luftfahrt
Ziel der Luftfahrtforschung des DLR ist es, die Wettbewerbsfähigkeit der deutschen und der europäischen Luftfahrtindustrie und Luftverkehrswirtschaft zu stärken und den Anforderungen von Politik und Gesellschaft nachzukommen, zum Beispiel beim Thema klimaverträglicher Luftverkehr.

#### Verkehr

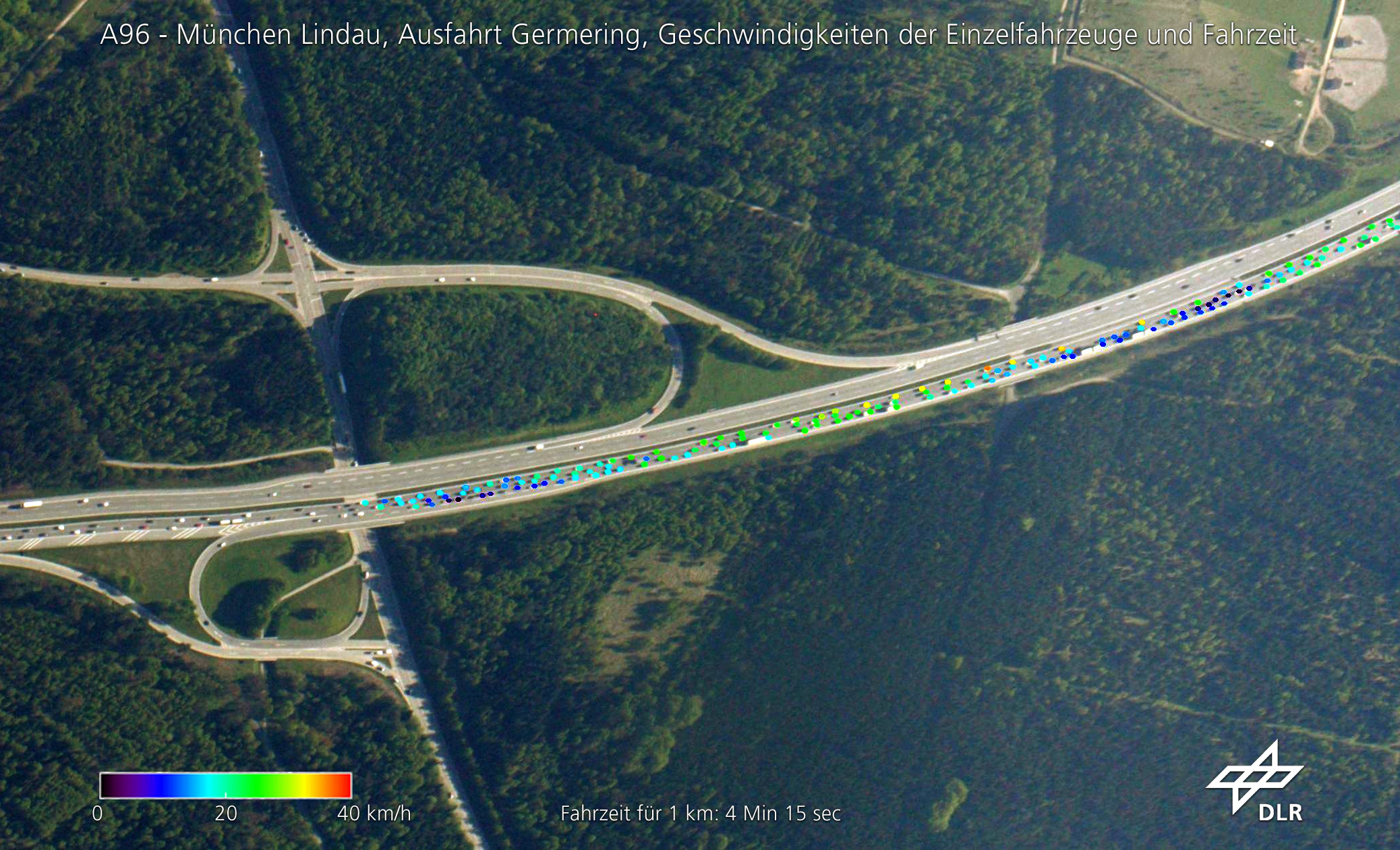
A 96 (Ausfahrt Germering), Stau mit hochgerechneter und farblich visualisierter Reisezeit.
Im Rahmen einer DLR/ADAC-Kampagne zum großflächigen Verkehrsmonitoring zur Erfassung von Stauzeiten aus digitalen Serienbildern erstellt (vor 2012)

Die Verkehrsforschung des DLR beschäftigt sich mit den Themen Sicherung der Mobilität, Schonung von Umwelt und Ressourcen sowie Verbesserung der Sicherheit im Verkehr allgemein. Dabei werden u. a. durch die Luft- und Raumfahrtforschung gewonnene Erkenntnisse angewandt. Zu den Forschungsfeldern gehört auch das autonome Fahren.

#### Energie
In der Energieforschung arbeitet das DLR an hocheffizienten und Kohlendioxid-armen Stromerzeugungsprozessen auf Basis von Gasturbinen und Brennstoffzellen, an solarthermischer Stromerzeugung, an Windenergieanlagen sowie an der effizienten Nutzung von Wärme, einschließlich Kraft-Wärme-Kopplung auf der Basis fossiler und erneuerbarer Energiequellen. Seit 2020 forscht das DLR Stuttgart in dem EU-Verbundprojekt Hydra an kobaltfreien Lithium-Ionen-Batterien.

#### Weitere
Weitere Forschungsbereiche sind „Sicherheits- und Verteidigungsforschung“ und Digitalisierung.

### Ausgewählte Forschungs- und Entwicklungstätigkeiten

#### HRSC auf Mars Express
Die hochauflösende Stereokamera HRSC ist Deutschlands wichtigster Beitrag zur Mission Mars Express der Europäischen Weltraumorganisation ESA. Die am Institut für Planetenforschung des Deutschen Zentrums für Luft- und Raumfahrt ursprünglich für Mars 96 entwickelte Kamera nimmt Bilder der Marsoberfläche mit einer Detailgröße von 10 bis 30 m auf und ermöglicht, sie dreidimensional zu analysieren.

#### Fernerkundung der Erde
Im Rahmen der Fernerkundung der Erde liefern Satelliten kontinuierlich flächendeckende Informationen über das Gesamtsystem Erde. Diese Erdbeobachtungsdaten dienen zur Untersuchung der Atmosphäre, der Land- und Ozeanoberflächen sowie der Eisflächen der Erde. Nutzanwendungen der Fernerkundung sind zum Beispiel Umweltmonitoring und Katastrophenhilfe.
So konnten nach dem Tsunami im Indischen Ozean am 26. Dezember 2004 mit Hilfe der Erdbeobachtungssatelliten sehr schnell aktuelle Landkarten erstellt werden, die den Hilfskräften Orientierung während ihres humanitären Einsatzes boten. Das DLR führt diese Arbeiten im Deutschen Fernerkundungsdatenzentrum (DFD) durch, einem DLR-Institut in Oberpfaffenhofen. Satellitendaten liefern heute auch einen wichtigen Beitrag zur Klimaforschung bei der Messung der Temperatur, der Kohlendioxidkonzentration, der Konzentration von Feinstaubpartikeln, der Abholzung des Regenwaldes und des Strahlungsverhältnisses der Erdoberfläche (Land, Ozeane, Polareis).
Während der Fußball-Weltmeisterschaft 2006 führte das DLR das Projekt Soccer zum Vermeiden von Staus durch. In dem Verkehrsforschungsprojekt wurden in Berlin, Stuttgart und Köln Verkehrsdaten aus der Luft erhoben und daraus Prognosen erstellt. Dabei kam ein Sensorsystem aus einer optischen und einer Wärmebildkamera zum Einsatz. Als fliegende Plattformen dienten ein Zeppelin, ein Flugzeug und ein Hubschrauber. Eine Auswertungssoftware erstellte Luftbilder mit aktuellen Verkehrsparametern und Verkehrsprognosen. So konnten Verkehrsleitzentralen nahezu in Echtzeit informiert und Verkehrsteilnehmer gegebenenfalls umgeleitet werden.
Der neue deutsche Erdbeobachtungssatellit TerraSAR-X wurde im Juni 2007 gestartet. Ziel der auf fünf Jahre ausgelegten Mission ist die Versorgung wissenschaftlicher und kommerzieller Nutzer mit Fernerkundungsdaten auf Radarbasis. Das Satellitendesign basiert auf der Technologie und den Erfahrungen aus den SAR-Missionen (Synthetic Aperture Radar) X-SAR und SRTM. Der Sensor arbeitet in verschiedenen Betriebsmodi mit Auflösungen von bis zu einem Meter und hat die Fähigkeit, digitale Höhenmodelle zu erstellen. Bei TerraSAR-X teilten sich Staat und Industrie erstmals die Kosten für einen Satelliten. Das DLR trug davon etwa 80 Prozent, den Rest steuerte EADS Astrium bei. Hauptbestandteil des Satelliten ist ein im X-Band arbeitender Radarsensor, der mit unterschiedlichen Betriebsmodi die Erdoberfläche erfassen kann, von 10 bis 100 km Gebietsgröße und ein bis 16 m Auflösung.
Nach dem Ausbruch des Eyjafjallajökull 2010 wurde das Forschungsflugzeug vom Typ Falcon 20E des Deutschen Zentrums für Luft- und Raumfahrt für den Messflug in die Vulkanasche am Montag, den 19. April 2010 eingesetzt. Das LIDAR (Light Detection And Ranging)-Instrument zeigte Aschewolkenstrukturen aus vertikalen Schichten. Diese Schichten lagen auf der Flugstrecke in sehr unterschiedlichen Höhen. Der zweite erfolgreiche Einsatz des DLR-Flugzeuges erfolgte am 22. April 2010 im Auftrag des Bundesministeriums für Verkehr, Bau und Stadtentwicklung (BMVBS). Vom 1. bis 3. Mai absolvierte es zudem im Rahmen der „Vulcano Ash Hunter Mission“ weitere Messflüge, um die Aschewolke des Vulkans Eyjafjallajökull zu untersuchen (Flugroute: Forschungsflughafen des DLR in Oberpfaffenhofen – Flughafen Keflavík der isländischen Hauptstadt Reykjavík – Eyjafjallajökull und zurück). Am 9. Mai erfolgte ein weiterer Messflug: Ziel dessen war es, die Konzentration der Vulkanaschewolke zu messen, die am Sonntagnachmittag zur Sperrung der Flughäfen in Süddeutschland geführt hatte. Dank der Messungen konnte der Luftraum früher als geplant wieder freigegeben werden. Nach dem Untergang der Bohrinsel Deepwater Horizon am 22. April 2010 im Golf von Mexiko lieferte das Zentrum für satellitengestützte Kriseninformationen des DLR aktuelle Karten auf Basis des Erdbeobachtungssatelliten TerraSAR-X. Während mehrerer Überflüge über den Golf von Mexiko konnte der TerraSAR-X Satellit Radarbilder aufnehmen, die den ausgedehnten Ölteppich auf der Meeresoberfläche zeigen. Die Karten des ZKI stellen sowohl das Ausmaß des Ölteppichs im Golf von Mexiko sowie dessen zeitliche Veränderung auf Basis der TerraSAR-X Daten dar.
Nach dem Tōhoku-Erdbeben 2011 bat die Internationale Charta für Weltraum und Naturkatastrophen am Morgen des 11. März 2011 alle beteiligten Einrichtungen, Satellitendaten des Katastrophengebiets zur Verfügung zu stellen. Daran beteiligt war auch das DLR mit dem Zentrum für Satellitengestützte Kriseninformation (ZKI) am DLR-Standort Oberpfaffenhofen. Es wurden Aufnahmen der deutschen Satelliten TerraSAR-X und RapidEye verwendet.

#### Suborbitale Passagierflüge
Seit 2005 untersucht das DLR die Möglichkeit, den interkontinentalen Passagiertransport durch suborbitale Raumflüge zu ermöglichen. Das wiederverwendbare Raumfahrzeug SpaceLiner soll vertikal starten und horizontal landen. Es hat zwei Raketenstufen und wird durch Flüssigtreibstoff angetrieben.

#### Forschungsflugzeuge
| Kennzeichen | Typ                       | Nutzungsbeginn | Vsl. Nutzungsende              | Forschungsgebiet/Nutzungszweck (Auswahl)                         |
| ----------- | ------------------------- | -------------- | ------------------------------ | ---------------------------------------------------------------- |
| D-ADLR      | Gulfstream G550           | 2009           | k. A.                          | Atmosphärenmessungen                                             |
| D-ATRA      | Airbus A320               | 2008           | 2020 (neue Verwendung ab 2023) | Flugführungs-, Kraftstoff- und Aerodynamikforschung              |
| D-BDLR      | Dassault Falcon 2000LX    | 2020           | k. A.                          | Flugsystem- und Automatiserungsforschung                         |
| D-CEFD      | Dornier DO 228-202k       | 2021           | k. A.                          | Elektrische Antriebs- und Brennstoffzelltechnik                  |
| D-CFFU      | Dornier DO 228-212        | 1991           | k. A.                          | Radarsysteme, Hyperspektralsensorik, Luftbildaufnahmen           |
| D-CODE      | Dornier DO 228-101        | 1986           | k. A.                          | Autonome Systeme                                                 |
| D-CMET      | Dassault Falcon 20E-5     | 1976           | k. A.                          | Umwelt- und Klimaforschung, Emissionsmessung                     |
| D-CUPL      | Dornier 328-120           | 2023           | k. A.                          | Umweltverträgliche System-, Treibstoff- und Antriebstechnologien |
| D-EDVE      | Robin DR400-200R          | 1991           | k. A.                          | Schleppflugzeug für D-9833, Trainingsflugzeug                    |
| D-FDLR      | Cessna 208B Grand Caravan | 1998           | k. A.                          | „Fliegender Hörsaal“, Luftqualität, Luftbildaufnahmen            |
| D-HDDP      | BO 105 CB (Hubschrauber)  | 1974           | k. A.                          | Verkehrsüberwachung, Katastrophenschutz, Aerodynamik             |
| D-HFHS      | EC 135 (Hubschrauber)     | 2002           | k. A.                          | Sensorik, Aktorik, Assistenzsysteme, Ausbildung                  |
| D-9833      | Discus-2c                 | 2011           | k. A.                          | Referenzflugzeug, Predictive Maintenance                         |

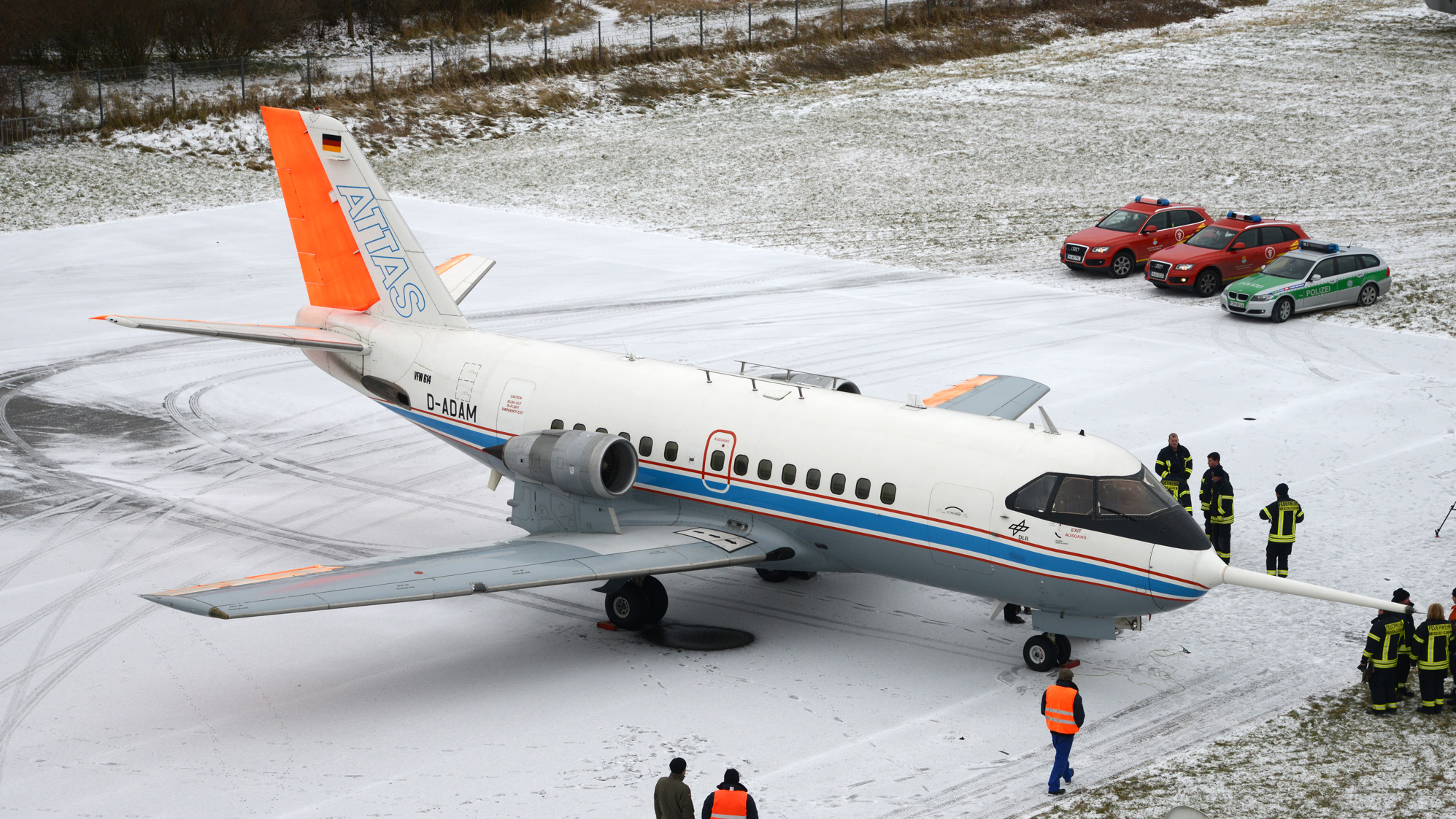
ATTAS, 2012

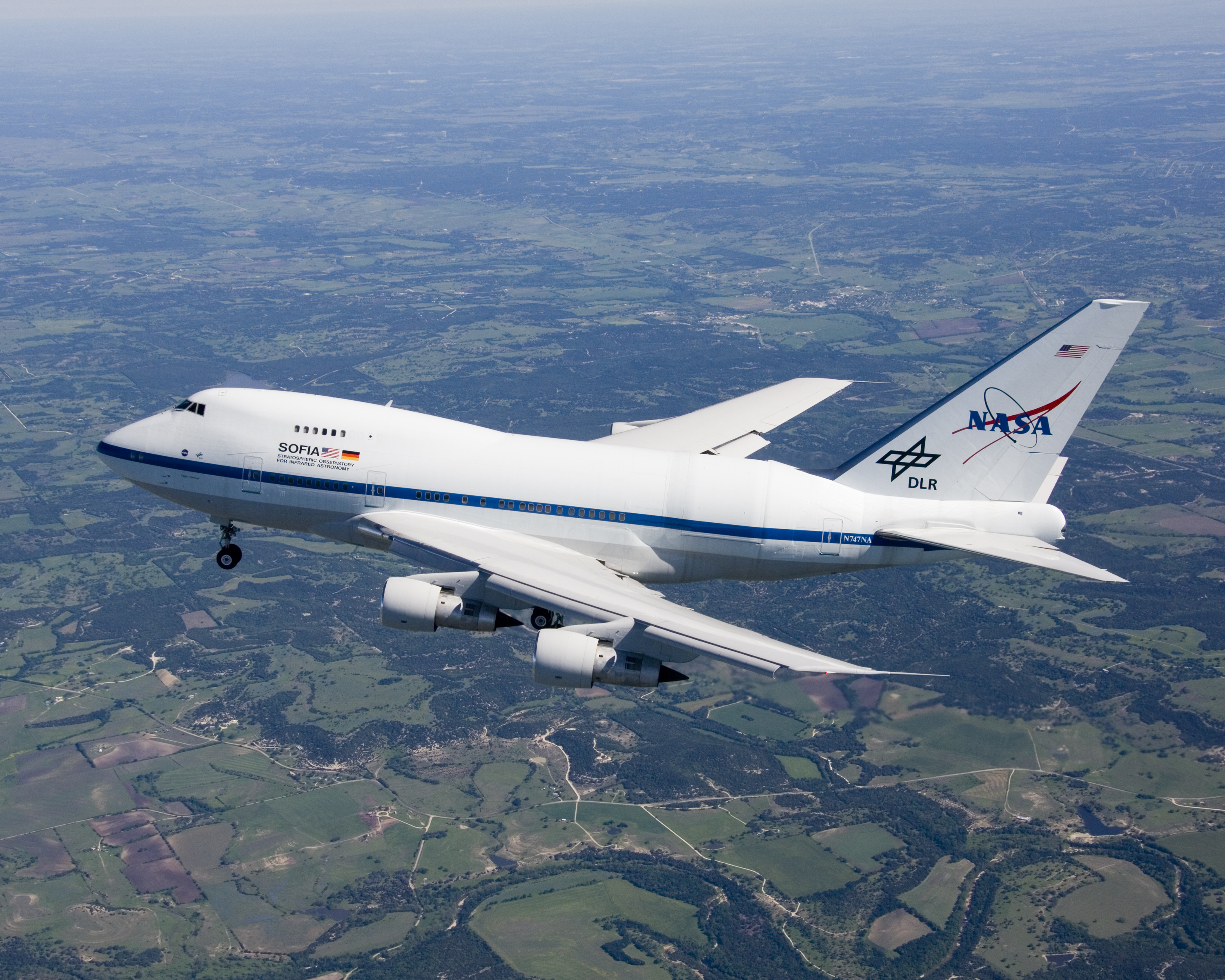
SOFIA-Erstflug am 26. April 2007

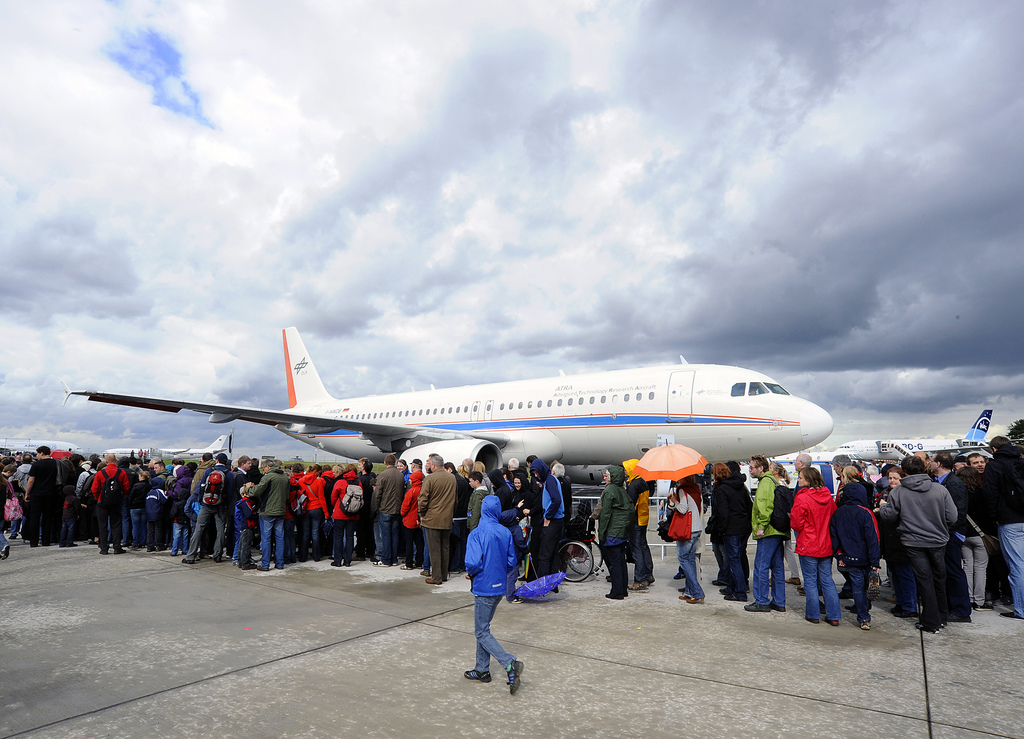
Forschungsflugzeug ATRA am 18. September 2011

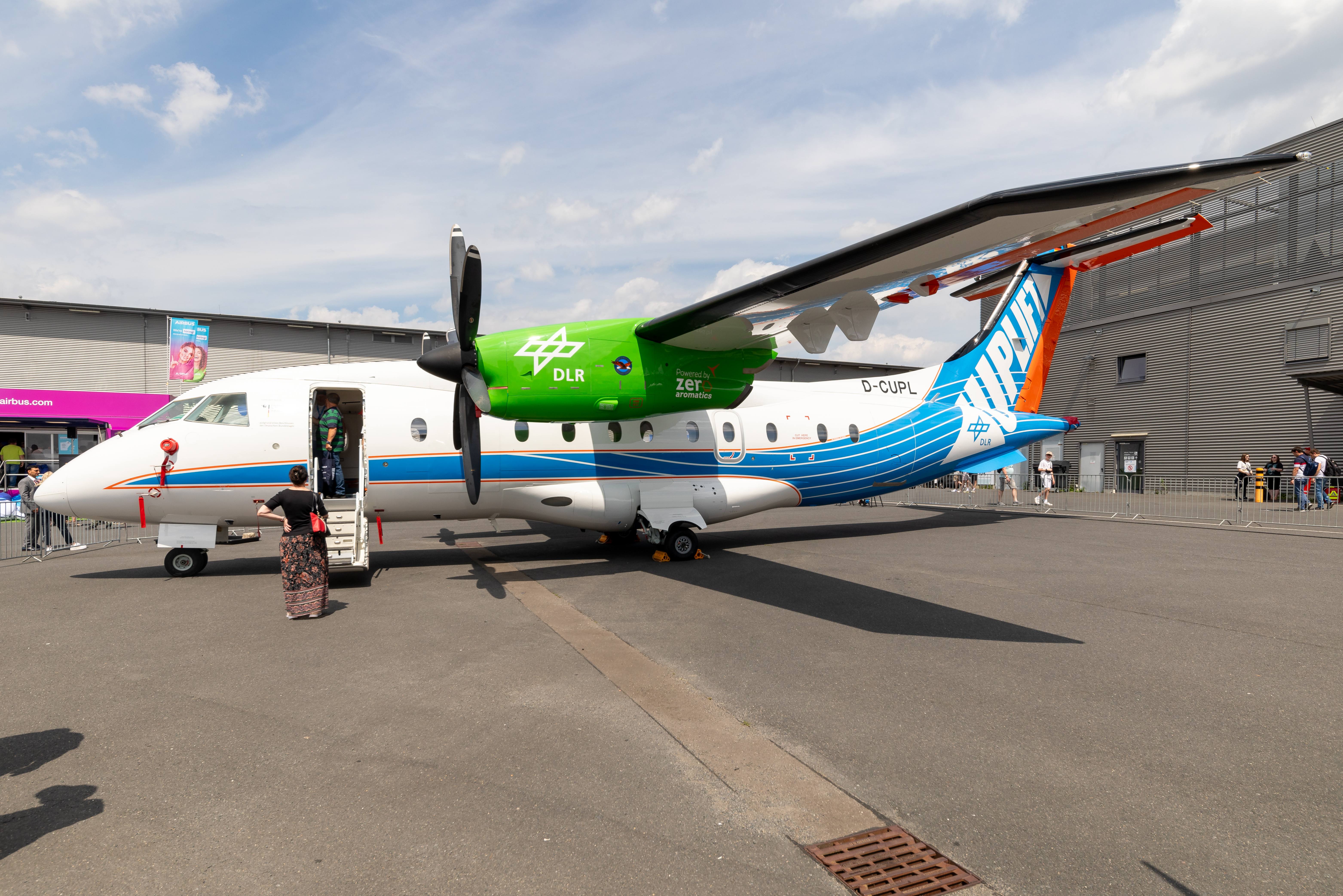
Technologiedemonstrator Dornier 328 „UpLift“ am 8. Juni 2024

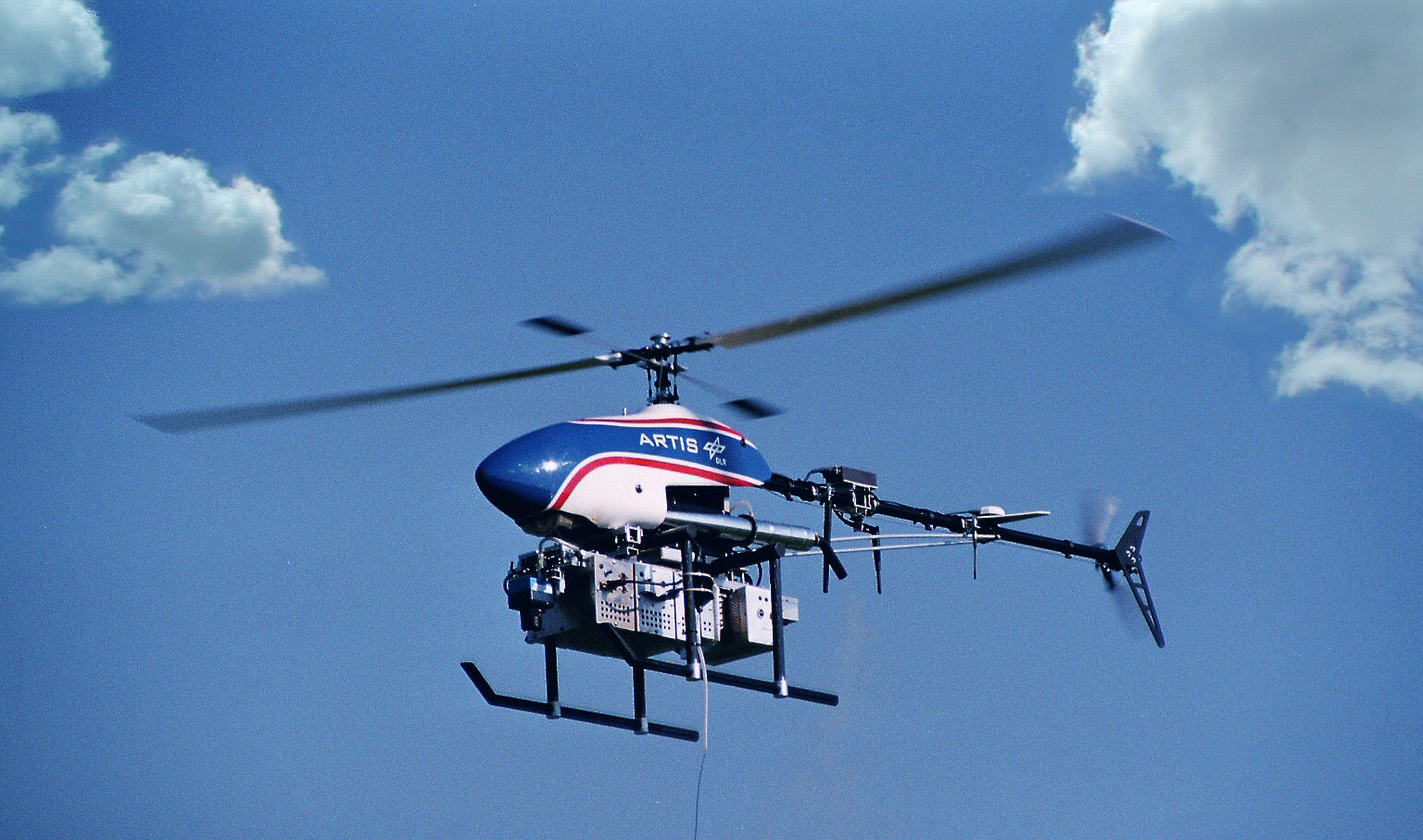
Autonomous Rotorcraft Testbed for Intelligent Systems (ARTIS) 2006

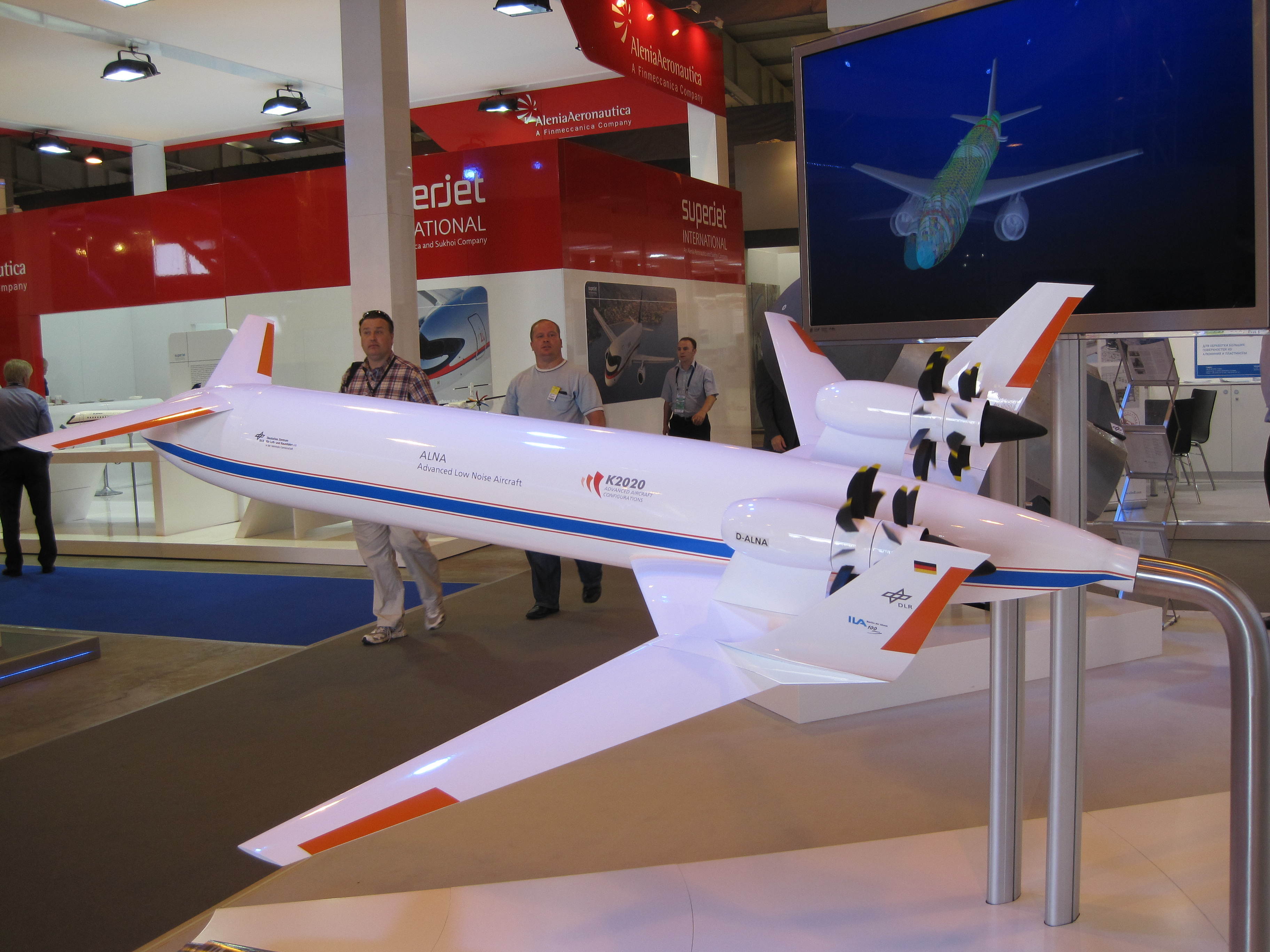
Modell des Flüsterfliegers ALNA auf der MAKS 2011

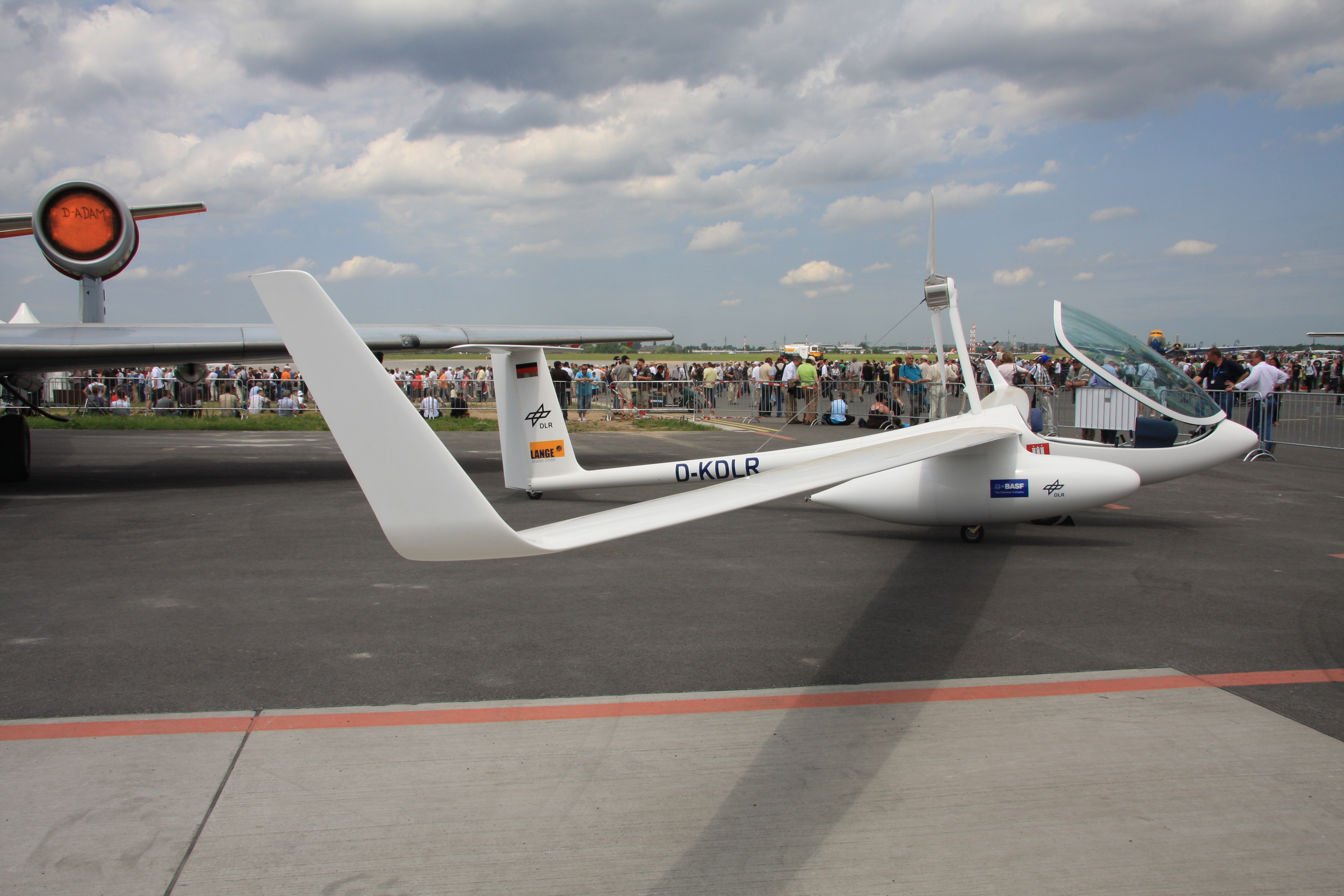
Die Lange Antares 20E des DLR

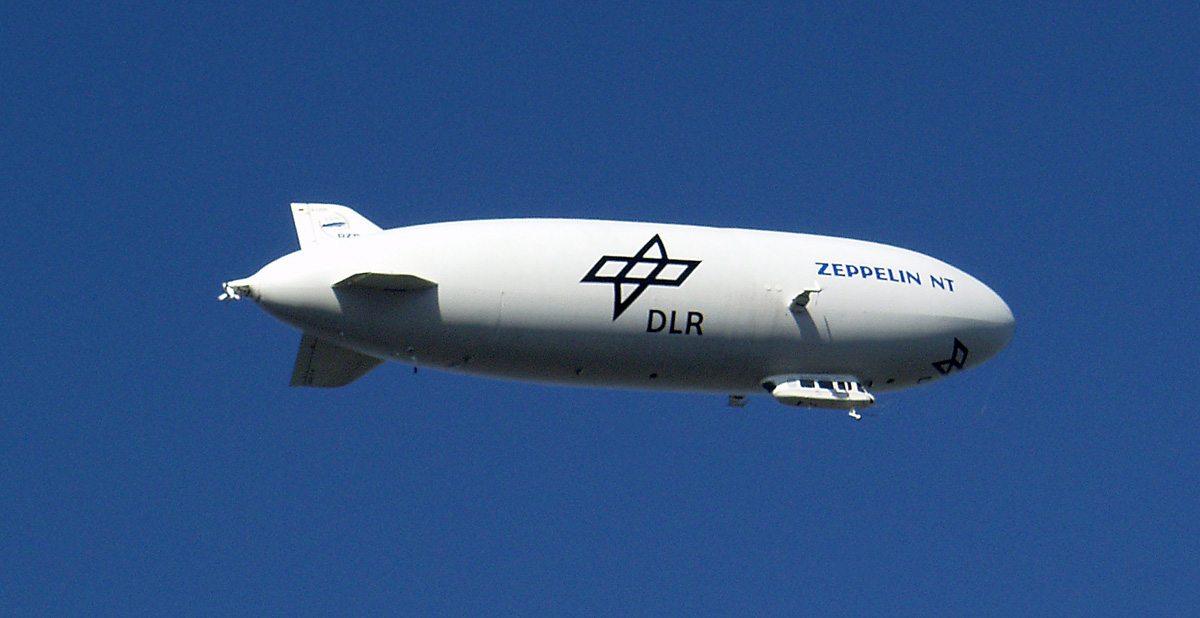
Zeppelin NT mit Logo des DLR

Das DLR betreibt die größte Forschungsflugzeugflotte Europas. Das bedeutet Forschung mit dem Flugzeug und Forschung am Flugzeug. Die DLR-Forschungsflieger bilden Plattformen für Forschungsmissionen aller Art. Wissenschaftler und Ingenieure können mit ihnen praxisnah und anwendungsorientiert arbeiten: Erderkundung, Erforschung der Atmosphäre oder Erprobung neuer Flugzeugkomponenten. So untersucht das DLR zum Beispiel das Flattern von Flugzeugtragflächen und Möglichkeiten, es zu unterdrücken. Dies dient der Reduktion von Fluglärm und verbessert die Flugeigenschaften. In sogenannten fliegenden Simulatoren kann das Flugverhalten von Flugzeugen nachgeahmt werden, die noch nicht gebaut sind. So wurde auch der Airbus A380 schon frühzeitig getestet. Mit der VFW 614 ATTAS wurden verschiedene Systeme, etwa Drohnen der Bundeswehr getestet. Am 27. Juni 2012 wurde ATTAS auf Grund von Beschädigungen an einem Triebwerk und der fehlenden Ersatzteilversorgung dauerhaft außer Betrieb genommen.
Seit dem 24. Januar 2009 steht dem DLR das Höhenforschungsflugzeug HALO (High Altitude and Long Range Research Aircraft) vom Typ Gulfstream G550 zur Verfügung, das in der Atmosphärenforschung und der Erdbeobachtung eingesetzt werden soll. Mit einer Flughöhe von mehr als 15 km und einer Reichweite von mehr als 8000 km ermöglicht HALO erstmals Messungen auf der Skala von Kontinenten, auf allen Breiten, von den Tropen bis zu den Polen, sowie in Höhen bis zur unteren Stratosphäre.
Das größte Flottenmitglied, der Airbus A320-232 D-ATRA ist seit Ende 2008 für das Deutsche Zentrum für Luft- und Raumfahrt im Einsatz. ATRA (Advanced Technology Research Aircraft) ist eine moderne und flexible Flugversuchsplattform, die nicht nur durch ihre Abmessungen einen neuen Maßstab für fliegende Versuchsträger in der europäischen Luftfahrtforschung setzt.
Gemeinsam mit der NASA wurde das fliegende Infrarotteleskop SOFIA (Stratospheric Observatory For Infrared Astronomy). Als Plattform diente eine Boeing 747SP, deren Rumpf für die Aufnahme eines in Deutschland entwickelten 2,7-Meter-Spiegelteleskops modifiziert wurde. Das Flugzeug wurde vom Standort Armstrong Flight Research Center in Palmdale, Kalifornien unter wissenschaftlicher Regie des Ames Research Centers in Moffett Field, Kalifornien, unter Beteiligung der Universities and Space Research Association und dem Deutschen SOFIA Institut (Universität Stuttgart) betrieben. An vier bis fünf Nächten pro Woche wurden Flüge von jeweils acht bis zehn Stunden aus 12 bis 14 km Höhe durchgeführt, die das mittlere und ferne Infrarot für astronomische Beobachtungen zugänglich machen. SOFIA startete im November 2010 und war für eine Betriebsdauer von 20 Jahren ausgelegt. Es löste ab 2010 seinen Vorgänger, das Kuiper Airborne Observatory (KAO) ab, das von 1974 bis 1995 im Einsatz war. Zwischen der Abschaltung des Spitzer-Weltraumteleskops im Januar 2020 und der Inbetriebnahme des James-Webb-Weltraumteleskops im Juli 2022 war Sofia neben WISE das einzige nicht erdgebundene Observatorium, das noch Beobachtungen in diesen Wellenlängenbereichen durchführte. Im September 2022 wurde SOFIA aus Kostengründen außer Dienst gestellt. Das Flugzeug befindet sich seither im Pima Air & Space Museum bei Tucson, Arizona.
Auf der Basis eines Modellhubschraubers wird am DLR-Institut für Flugsystemtechnik in Braunschweig der Flugversuchsträger Unbemannter Hubschrauber ARTIS entwickelt. Ziel des Projekts ist es, neuartige Systeme und Algorithmen für autonome intelligente Funktionen zu untersuchen und im Experiment zu bewerten. Dazu zählen unter anderem die möglichst vollständige Nachbildung eines maschinellen Piloten an Bord des Luftfahrzeugs, der automatisch Hindernisse während des Flugs durch unbekanntes Gelände erkennt, sowie das selbstständige Anpassen des Flugplans durch Umgebungsänderungen. Der Forschungshelikopter ARTIS kann so seinen Weg in der Luft alleine finden, ohne dass ein Mensch am Boden das Fluggerät fernsteuert.
Im Februar 2020 ergänzte eine Dassault Falcon 2000LX mit der Bezeichnung „Istar“ (In-Flight Systems & Technology Airborne Research) die DLR-Flotte. Mit ihr lassen sich auch andere Flugzeuge simulieren. Die beschaffte Falcon war bei Dassault ein Prototyp, der zur Serienzulassung benutzt wurde. Die verbauten Messeinrichtungen können beim DLR wiederverwendet werden.
Auf der ILA 2024 stellte das DLR eine gebraucht von der Deutschen Aircraft gekaufte Dornier 328-100 vor, die zum Flugversuchsträger für umweltverträgliche System-, Treibstoff- und Antriebstechnologien umgebaut wurde.

#### Emissionsforschung
Das DLR betreibt Forschungen zu Kohlendioxid- und Schallemissionen im Flugverkehr. Um trotz des steigenden Verkehrsaufkommens ein Anwachsen der Lärmbelastung durch den Luftverkehr zu vermeiden, forscht das DLR an Möglichkeiten der Geräuschminderung. Das Forschungsprojekt „Lärmoptimierte An- und Abflugverfahren“ ist etwa Teil des deutschen Forschungsprojekts „Leiser Verkehr“. Ziel des Projekts ist es, Flugverfahren zu ermitteln, die den Lärm bei Start und Landung verringern. Dazu wird zum Beispiel die Schallausbreitung am Boden bei Flugzeugstarts mit vielen Mikrofonen analysiert. Auch wird versucht, die Schallemissionen zu reduzieren, zum Beispiel Umströmungs- und Triebwerksgeräusche. Schallquellen im Triebwerk hofft man, durch sogenannten Antischall zu minimieren.
Im Bereich der Kohlendioxid-Emissionen im Flugverkehr forscht das Deutsche Zentrum für Luft- und Raumfahrt beispielsweise an Modellrechnungen zur Umstellung der weltweiten Luftflotte auf Wasserstoffantrieb. Die überdurchschnittlichen Wachstumsraten beim Luftverkehr führen zu Überlegungen, ob der damit verbundene Umwelt- und Klimaeinfluss durch einen Wasserstoffantrieb ohne Kohlendioxid-Emission begrenzt werden kann.

#### Energieträger Wasserstoff
Im Bereich der Energieforschung arbeiten DLR-Wissenschaftler unter anderem am Hydrosol-Projekt. Damit ist es erstmals gelungen, Wasser mittels Solarenergie in Wasserstoff und Sauerstoff thermisch zu spalten, ohne Kohlendioxidemissionen. Dafür wurde das Team 2007 zusammen mit anderen Arbeitsgruppen mit dem Descartes-Preis für Forschung der Europäischen Kommission ausgezeichnet.
Derzeit erprobt das DLR einen eigenstartfähigen Motorsegler Antares 20E, in dem die elektrische Energie mittels Wasserstoff über eine Brennstoffzelle erzeugt wird.

#### Solarturmkraftwerke
2007 ging das erste kommerziell betriebene Solarturmkraftwerk in Betrieb. Es hat eine Leistung von elf Megawatt und wird in der Nähe von Sevilla bei Sanlúcar la Mayor in Spanien betrieben. An der Technologieentwicklung für diesen Kraftwerkstyp ist das DLR maßgeblich beteiligt: In Solarturmkraftwerken lenken der Sonne nachgeführte Einzelspiegel (Heliostate) die Sonnenstrahlung auf einen zentralen Wärmeübertrager (Receiver), der sich auf einem Turm befindet. Auf diese Weise wird Hochtemperaturwärme erzeugt. Diese kann dann in Gas- oder Dampfturbinenkraftwerke eingekoppelt werden, um Strom für das öffentliche Netz zu erzeugen. Solarthermische Turmanlagen stellen zudem eine technologische Basis, um zukünftig solare Brennstoffe, wie beispielsweise Wasserstoff, ohne Kohlendioxidemissionen herstellen zu können. 2008 kam ein weiteres Solarturmkraftwerk in Jülich dazu.

#### Raumlabor Columbus
Im Februar 2008 wurde das Columbus-Labor, Europas zentraler Beitrag zur Internationalen Raumstation ISS, ins All gebracht und an die ISS angedockt. Das zylindrische Modul mit einem Durchmesser von 4,5 m ist mit modernen wissenschaftlichen Einrichtungen ausgestattet. Es soll Forschern auf der Erde tausende von Experimenten in Biowissenschaft, Materialwissenschaft, Fluidphysik und zahlreichen anderen Bereichen unter den Bedingungen der Schwerelosigkeit im All ermöglichen. Das DLR betreibt für ESA in Oberpfaffenhofen das Columbus-Kontrollzentrum und ist für die Koordination der wissenschaftlichen Aktivitäten sowie den Systembetrieb und die Lebenserhaltung an Bord des Columbus-Labors im Orbit zuständig.

#### Rosetta-Mission (1993–2015)
Die Mission Rosetta der ESA erforschte die Entstehungsgeschichte unseres Sonnensystems, indem sie einen der ältesten und ursprünglichsten in ihm vorkommenden Himmelskörper, einen Kometen, untersuchte.
Die im März 2004 gestartete Sonde erreichte nach mehr als zehn Jahren Flug im Mai 2014 den Kometen Tschurjumow-Gerassimenko. Die Mission bestand aus einem Orbiter und der Landeeinheit Philae. Das DLR hatte wesentliche Anteile beim Bau des Landers und betrieb das Lander-Kontrollzentrum, das die Landung auf dem Kometen vorbereitete und betreute.

#### Projekt RIESGOS
Im Dezember 2017 wurde das Projekt RIESGOS, aus dem Spanischen für Risiken, für eine Laufzeit von drei Jahren unter Leitung von Elisabeth Schöpfer vom Deutschen Fernerkundungsdatenzentrum des DLR in Zusammenarbeit mit vierzig in- und ausländischen Forschungseinrichtungen, Behörden und Unternehmen, gefördert vom Bundesministerium für Bildung und Forschung, begründet. Ziel des Projekts ist, Wechselwirkungen von und nach Katastrophenfällen, z. B. etwaige Kettenreaktionen nach Erdbeben oder Nuklearunfällen, besser verstehen und vorhersagen zu können, um weltweit Informationsgrundlagen des Katastrophenmanagements zu optimieren und Strategien zur Vermeidung oder Minderung von Risiken zu verbessern. Der Schwerpunkt der Untersuchungen wird die durch Naturkatastrophen gefährdete Region der Anden sein, die wegen der geographischen Lage stark betroffen ist. Das prototypische Multi-Risiko-Informationssystem für die südamerikanische Region in Chile, Ecuador und Peru wird nach Analyse verschiedener Fachdisziplinen mit Datenmaterial, wie hochaufgelöste optische Fernerkundungsdaten und Radardaten, nach Erdbeben, Erdrutschen, Tsunamis oder Vulkanausbrüchen usw. und deren Folgen entwickelt werden.

#### Eu:CROPIS
Am 3. Dezember 2018 wurde der Satellit Eu:CROPIS erfolgreich in einen niedrigen Erdorbit gestartet. Der erste Satellit aus der Kompaktsatellitenreihe des DLR simuliert während zwei Missionsphasen durch Rotation erzeugte Schwerkraftbedingungen wie auf dem Mond und Mars. Für bioregenerative Lebenserhaltungssysteme wird unter diesen Bedingungen getestet, ob Bakterien wie auf der Erde (künstlichen) Urin in Nährstoffe für Pflanzen umwandeln können. Die Technologie kann für zukünftige bemannte Langzeitmissionen eingesetzt werden, sollte sie erfolgreich getestet werden. Ebenso ist eine Anwendung zur Schadstoffreduktion in Ballungsgebieten auf der Erde denkbar.

## Veranstaltungen

### Tag der Luft- und Raumfahrt

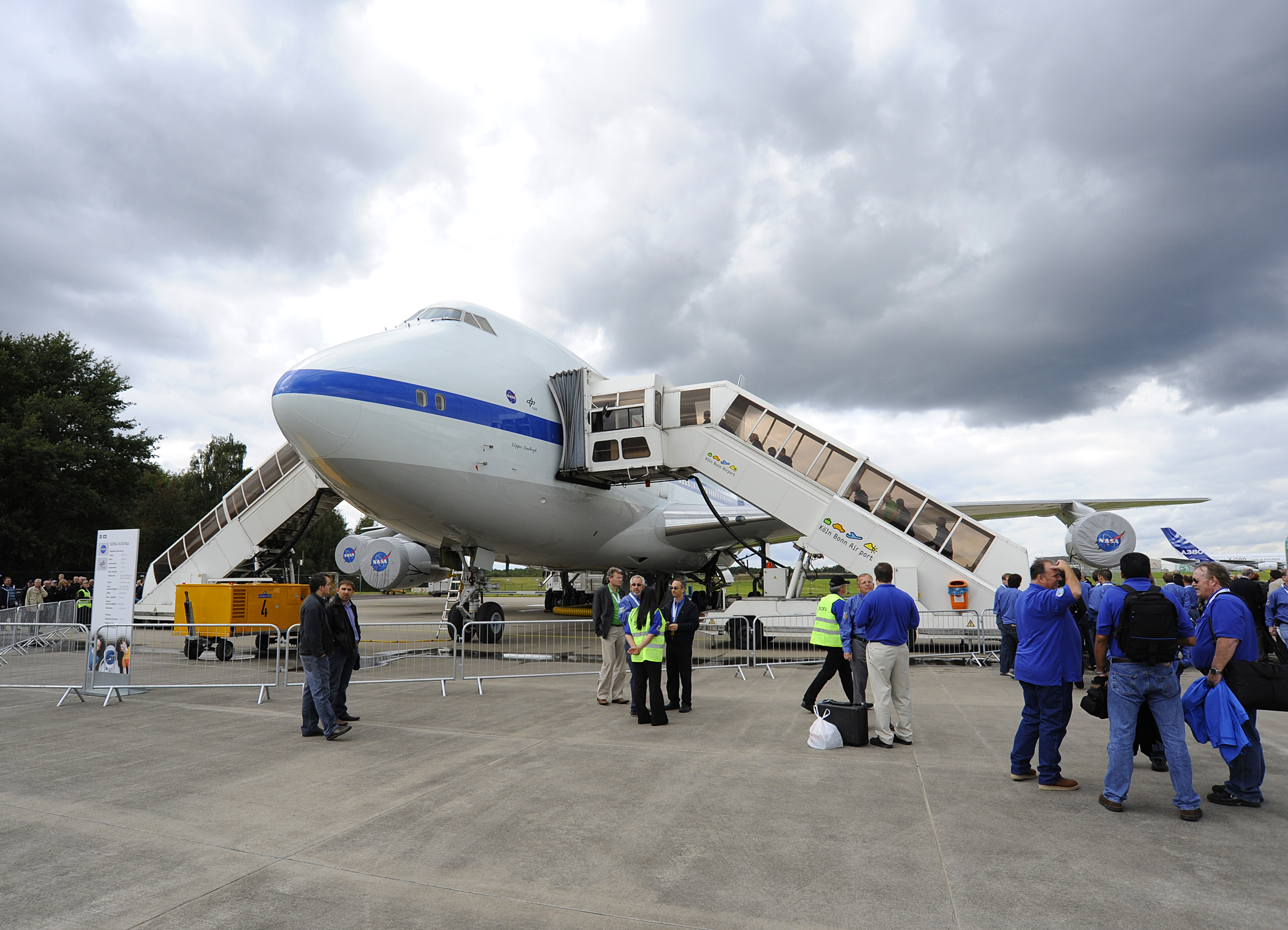
„Tag der Luft- und Raumfahrt“ 2011: Die fliegende Sternwarte SOFIA, Gemeinschaftsprojekt von DLR und NASA, zum ersten Mal auf deutschem Boden

Im zweijährigen Zyklus richtete das DLR bis 2015 die Großveranstaltung „Tag der Luft- und Raumfahrt“ an seinem Hauptstandort in Köln aus.
2009 präsentierten das DLR und die Europäische Weltraumorganisation (ESA) gemeinsam mit weiteren Partnern aus Porz (Köln) Beispiele aus ihrer Forschungstätigkeit. Schirmherr war Karl-Theodor zu Guttenberg, damaliger Bundesminister für Wirtschaft und Technologie. Am Veranstaltungstag wurden nach Medienberichten etwa 100.000 Zuschauer auf dem Gelände des DLR gezählt.
2011 fand der Tag der Luft- und Raumfahrt unter der Schirmherrschaft von Philipp Rösler, Bundesminister für Wirtschaft und Technologie, statt und war mit 85.000 Besuchern wiederum gut frequentiert. Hauptattraktionen auf dem DLR-Gelände waren neben der Forschungsflotte des DLR der Airbus A380, der Airbus A300B2 ZERO-G für Parabelflüge sowie die erstmals in Deutschland zu betrachtende fliegende Sternenwarte SOFIA (Stratosphären-Observatorium für Infrarot-Astronomie) von NASA und DLR.
2017 wurde der Tag der Luft- und Raumfahrt nach Angabe des DLR aufgrund der Bauarbeiten auf dem Gelände des DLR-Zentrums in Köln ausgesetzt.

### Weitere

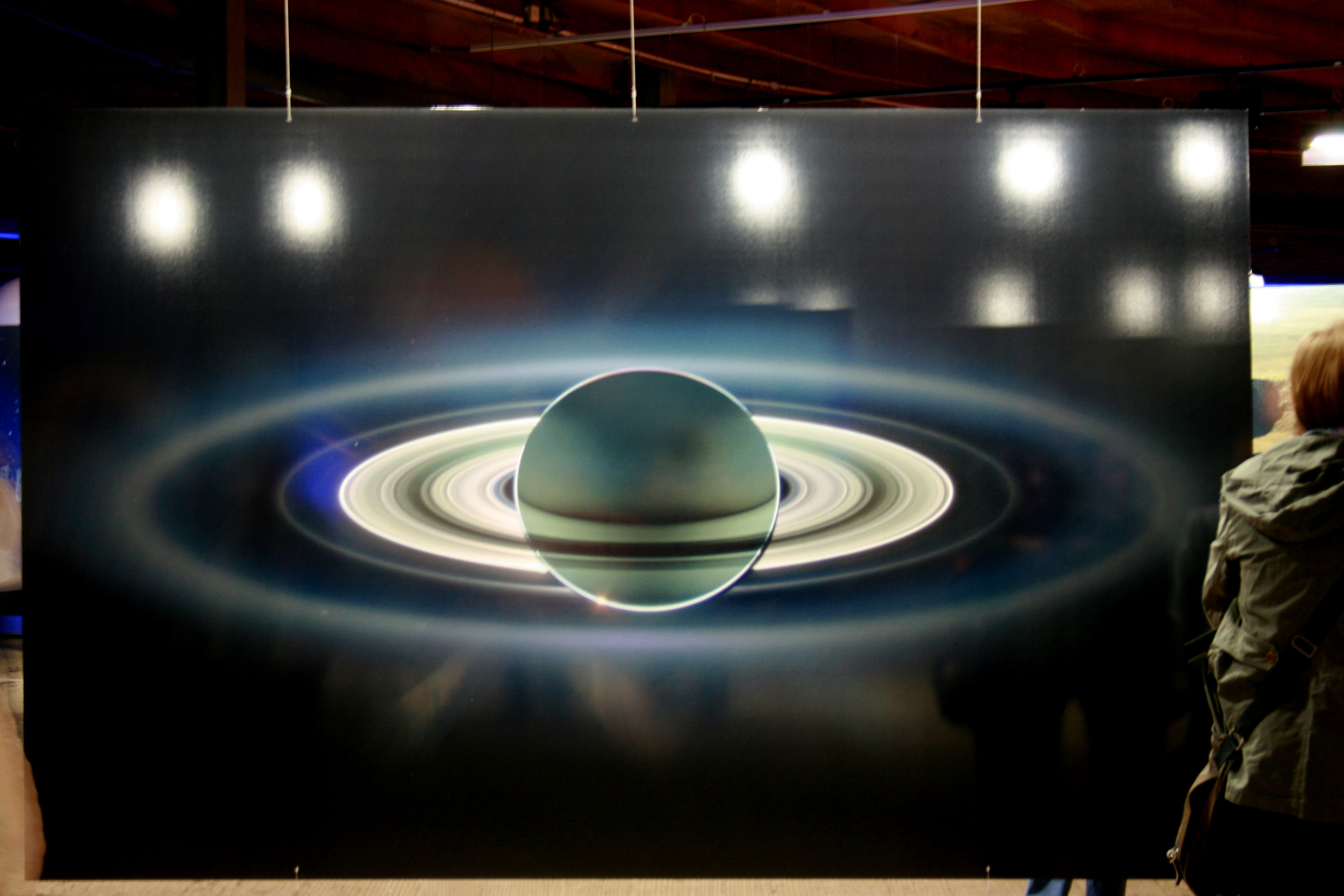
Ausstellung Sternstunden – Wunder des Sonnensystems 2009/010 des DLR im Gasometer Oberhausen: Der Planet Saturn mit seinen Ringen

Von April 2009 bis Dezember 2010 fand im Gasometer Oberhausen unter dem Titel Sternstunden – Wunder des Sonnensystems eine Ausstellung statt: Als Bestandteil des Programmes der RUHR.2010 – Kulturhauptstadt Europas bot sie Nachbildungen des Planetensystems und Aufnahmen fremder Welten, u. a. eine Nachbildung des größten Mondes auf Erden und fand etwa 960.000 Besucher.
Im März 2012 fand am Standort Stuttgart das erste jährliche „Speichersymposium“ statt. Themen der Tagung waren Vorträge zu elektrochemischen und thermischen Energiespeichern für die stationäre und mobile Energieversorgung.
Im Herbst 2013 fand der erste „SpaceBot Cup“ des DLR in einer Motocross-Halle in Rheinbreitbach statt. Dabei gingen zehn Teams von Unternehmen und Hochschulen an den Start, um autonome Roboter zu präsentieren, die innerhalb einer Stunde Find-, Greif-, Kartierungs-, Transport- und Montageaufgaben zu erfüllen hatten. Der Wettbewerb wurde 2012 auf der Internationalen Luft- und Raumfahrtausstellung in Berlin eröffnet. Nachdem kein Team die Aufgaben ansatzweise erfüllen konnte, wurde der Wettbewerb von der Jury auch mit der ersten DARPA Challenge verglichen und keine Platzierung vorgenommen. Eine Neuauflage des Wettbewerbs für 2015 ist geplant, und die Bewerbungsphase dafür abgeschlossen.
An mehreren Standorten des DLR gibt es mit den „DLR School Labs“ Veranstaltungsorte für die Nachwuchsförderung.

## Öffentlichkeitsarbeit
Im März 2012 machte das DLR alle selbst erstellten Bilder seines Webportals für die Nachnutzung unter einer freien Creative-Commons-Lizenz verfügbar.
Zwischen November 2010 und Dezember 2013 produzierte das DLR in Zusammenarbeit mit der ESA die Podcast-Reihe „Raumzeit“, die nun unter der Trägerschaft des Zeiss-Großplanetariums Berlin fortgeführt wird. Moderiert wird der Podcast von Tim Pritlove, der unter anderem Mitarbeiter des DLR und der ESA zu den verschiedenen Themen und Aufgaben dieser interviewt.